# Joshua Maria Young
Joshua Maria Young (gebürtig: Joshua Moody Young; * 29. Oktober 1808 in Acton, Maine; † 18. September 1866 in Erie, Pennsylvania)  war ein US-amerikanischer römisch-katholischer Geistlicher. Young war Bischof des Bistums Erie.

## Leben
Joshua Maria Young gehörte einer Großfamilie an; er hatte neun Geschwister, sechs Schwestern und drei Brüder. Der Sohn von Jonathan und Mehetable Young war ursprünglich Kongregationalist und gehörte somit der protestantischen Glaubensgemeinschaft an. Im Alter von acht Jahren zog Young 1816 zu seinem Onkel nach Saco, Maine. In Portland wurde er 1823 Lehrling in einer Druckerei. Nachdem er über einen Arbeitskollegen Kontakt zu katholischen Büchern bekommen hatte, beschloss er zu konvertieren. Im Oktober 1828, im Alter von 20 Jahren, wurde er schließlich dem katholischen Brauch entsprechend getauft. Er nahm daraufhin den Mittelnamen Maria an.
Um sich auf das Priesteramt vorzubereiten, zog Young 1830 nach Cincinnati, Ohio. Hier arbeitete er kurzzeitig als Redakteur und Herausgeber des The Catholic Telegraph. Er besuchte das Mount St. Mary's College in Emmitsburg, Maryland und empfing am 1. April 1838 von Bischof John Baptist Purcell die Priesterweihe.
Nach einer Missionstätigkeit bei den indigenen Stämmen des Westens der USA übernahm Young als Kaplan die Leitung der St. Mary's Church in Lancaster, Ohio. Als theologischer Berater von Bischof Purcell nahm Young im Jahr 1853 am Ersten Plenarrat von Baltimore teil.
Am 29. Juli 1853 ernannte Papst Pius IX. Young zum zweiten Bischof des Bistums Erie. Die Bischofsweihe spendeten ihm am 23. April 1854 Bischof Purcell und die Mitkonsekratoren, die Bischöfe Martin John Spalding und Louis Amadeus Rappe.
Während seiner rund zwölfjährigen Amtszeit als Bischof zählte er während des Sezessionskrieges zu einem Gegner der Sklaverei. Als 1859 in Titusville eine Ölquelle entdeckt wurde und darum ein großer Ölrausch ausbrach, musste Young für die katholischen Siedler zahlreiche Kirchen entlang des Allegheny River errichten. Gab es zu Beginn seiner Amtszeit noch 28 katholische Kirchen in seinem Bistum, waren es am Ende bereits über 50. Gleichzeitig gründete er zahlreiche katholische Schulen und Waisenhäuser.
Bischof Young starb unerwartet im Alter von erst 57 Jahren.